# اندوور (داکوتای جنوبی)
اندوور(به انگلیسی: Andover) شهری در ایالت داکوتای جنوبی کشور ایالات متحده آمریکا است که جمعیت آن در سرشماری سال ۲۰۱۰ میلادی، ۹۱ نفر بوده‌است.